# PR-AV 39
El sendero PR-AV 39 Laguna de la Nava es un sendero de Pequeño Recorrido que permite alcanzar la laguna de la Nava partiendo de la localidad de Nava del Barco discurriendo por la Garganta de la Nava. Este sendero está pendiente de homologación por la Federación de Deportes de Montaña y Escalada y Senderismo de la Junta de Castilla y León (FDMESCYL).
La ruta se enmarca en el espacio protegido del parque regional de la Sierra de Gredos.

## Descripción del recorrido
El punto de partida se encuentra en el aparcamiento existente en la carretera Nava del Barco-Puerto de Umbrías a unos 400 metros de esta localidad abulense. En esta senda se encuentra el circo glacial más perfecto de Gredos, durante la ascensión se contempla en las fisuras de las rocas uno de los endemismo de Gredos, la boca de dragón.
Se trata de un trayecto lineal, que se lleva a cabo a pie (4 h sólo ida). tiene una longitud de 9,6 km y un desnivel de subida de 786 m. 
La época recomendada es primavera, verano, otoño. 
La dificultad de la ruta es media-alta.